# Pacificothemis esakii
Pacificothemis esakii is een libellensoort uit de familie van de korenbouten (Libellulidae), onderorde echte libellen (Anisoptera).
De wetenschappelijke naam Pacificothemis esakii is voor het eerst geldig gepubliceerd in 1940 door Asahina.